# Imelda Lambertini
Imelda Lambertini (Bolonha, c. 1322 – 12 de maio de 1333) foi uma jovem religiosa italiana, que morreu aos 11 anos de idade, transfigurada de alegria durante sua primeira comunhão. Foi beatificada em 1826 pelo Papa Leão XII.

## Biografia

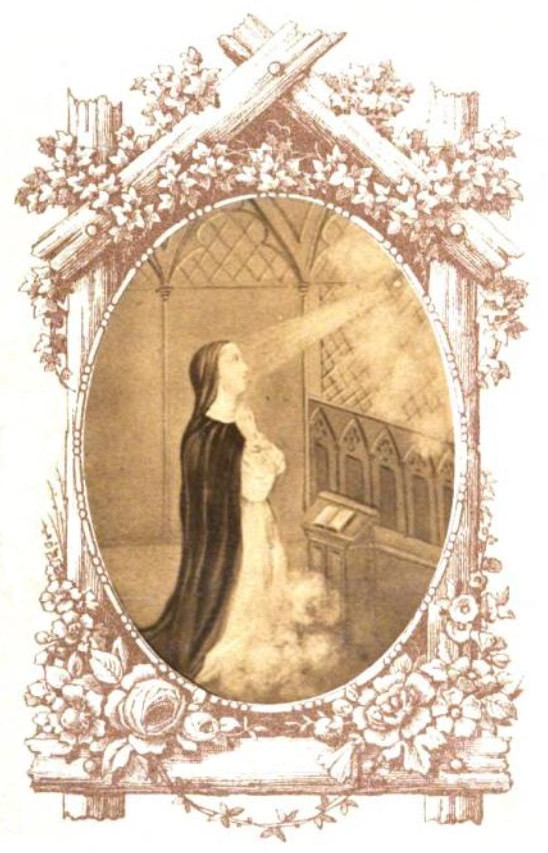

Com apenas 8 anos de idade, entrou para o convento. Aos 10, recebeu o hábito de monja dominicana. Embora tivesse tão pouca idade, era uma freirinha em tudo exemplar nas atividades da vida religiosa. Entretanto, algo a intrigava: o fato de as pessoas receberem a Sagrada Comunhão e continuarem a viver. 
Como Imelda não tinha idade para comungar, costumava perguntar às religiosas: "Irmã, a senhora comungou Jesus e não morreu?". As freiras respondiam assustadas: "Que é isso, menina? Por que morrer?". A pequenina religiosa respondia: "Como pode a senhora receber Jesus, em Comunhão, e não morrer de amor e de tanta felicidade?". Pois aconteceu que na madrugada do dia 12 de maio de 1333, véspera do Domingo da Ascensão do Senhor, Imelda estava na Santa Missa e já não aguentava mais de tanta vontade de comungar. Perguntava-se ela: "Se Jesus mandou ir a Ele as criancinhas, porque não posso comungar?". O padre já tinha acabado de dar a Sagrada Comunhão às religiosas quando todos viram: uma hóstia saiu do cibório e voou pela capela. Parou em cima da cabeça de Imelda. O padre, então, entendeu que era hora dela comungar. 
Ao receber a Santíssima Eucaristia, Imelda se colocou em profunda adoração. Após horas de oração, a Madre Superiora foi até a freirinha e lhe disse: "Está bem, Irmã Imelda. Já adorou bastante a Jesus. Podemos seguir... Vamos para as outras atividades do convento". Imelda, entretanto, permanecia imóvel. Após a insistência da Superiora, nada acontecia. Foi, então, que a Madre pegou amorosamente Imelda pelos bracinhos e ela caiu em seus braços. É... Imelda havia morrido na sua Primeira Comunhão. Cumpriu-se a indagação da pequena grande Imelda: "Como pode alguém receber Jesus, na Sagrada Comunhão, e não morrer de felicidade?". Aos 11 anos, Imelda morreu de amor e de felicidade por ter recebido Jesus!
O corpo de Imelda Lambertini encontra-se incorrupto na Capela de São Sigismundo, na Bolonha, Itália. O Papa São Pio X a proclamou padroeira das crianças que vão fazer a Primeira Comunhão.
Foi beatificada em 1826 pelo Papa Leão XII, que estendeu a toda a Igreja o culto que já lhe prestavam em Bolonha.